# Johannes Daniel Falk
Johannes Daniel Falk (Danzica, 28 ottobre 1768 – Weimar, 14 febbraio 1826) è stato un teologo, scrittore e poeta tedesco.
Fu il fondatore del Movimento di salvezza della casa e del lavoro sociale per i giovani.

## Biografia
Johannes Daniel Falk nacque a Danzica, figlio di un fabbricante di parrucche. Con l'aiuto di alcuni mecenati Falk riuscì, contro la volontà paterna, a frequentare il ginnasio locale e a diplomarsi. Già lì egli si fece notare per il suo talento nella parola e per il suo spirito mordace, che indirizzò contro gli eccessi del ceto dominante.
Attraverso il razionalismo teologico, a quei tempi dominante, come impressogli dalla famiglia, coniugò nella sua vita, ad una critica intellettuale e perspicace, orientata al raziocinio, del comportamento politico e religioso corrente, con una pia consapevolezza, che era idonea anche alla critica delle distruttive filosofie illuministiche.
Con una borsa di studio del Senato di Danzica, egli intraprese nel 1787 lo studio della teologia ad Halle. Il suo rientro nella città natale come parroco fu intenzionale. Tuttavia dovette scegliere tra il portare a compimento gli studi o rientrare in patria.

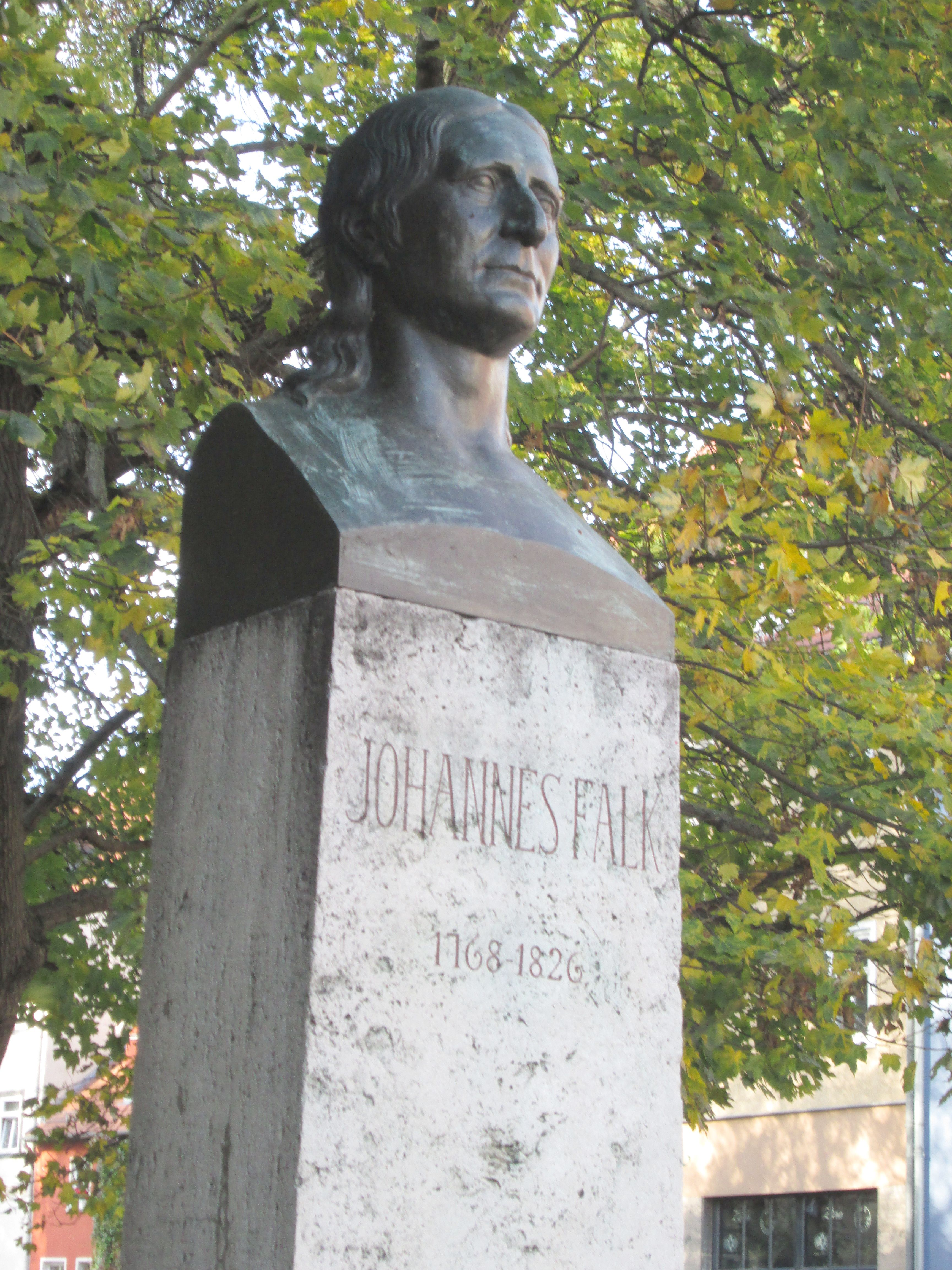
Weimar, Graben/Teichgasse: Monumento a Johannes Daniel Falk

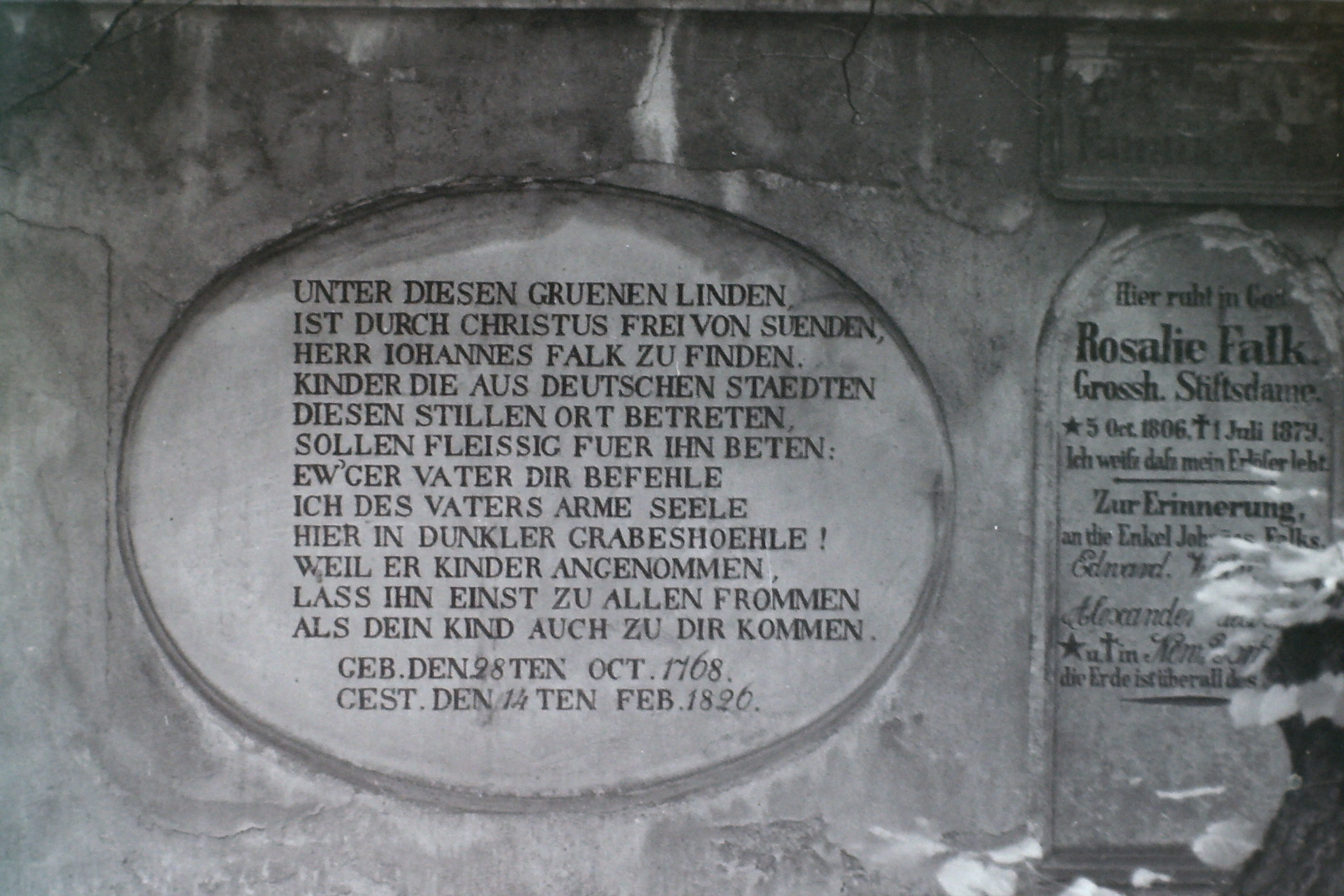
Lapide sulla tomba di Johannes Daniel Falks

Dopo il matrimonio, egli si trasferì nel 1797 a Weimar, dove di tanto in tanto frequentava Johann Wolfgang von Goethe, Johann Gottfried Herder e Christoph Martin Wieland. Egli campava come pubblicista, tra l'altro con le edizioni dei Taschenbuch für Freunde des Scherzes und der Satyre (1797–1803) (Manuali per amici degli scherzi e della satira). Con l'occupazione di Weimar da parte francese, assunse dal 1806 delle funzioni politiche, che condussero ad un alleggerimento della pressione degli occupanti. Nel 1807 fu nominato consigliere di legazione.
Già nella prima metà degli anni 1813 Falk concepì con i cittadini di Weimar la fondazione della Compagnia degli amici nel bisogno, per alleviare, in spirito comunitario e cristiano, l'indigenza. In proposito egli fu anche mosso dall'esperienza della perdita di quattro dei suoi figli per tifo. Quando, nel contesto della battaglia di Lipsia, anche Weimar venne coinvolta nei combattimenti e in particolare a causa del definitivo riconoscimento delle conseguenze sociali della guerra di Napoleone, la Compagnia si trasformò in un centro di lavoro sociale.
Falk abbandonò i suoi progetti letterari e s'impegnò pubblicisticamente e praticamente all'integrazione dei giovani rimasti senza casa a causa della guerra. A questo scopo egli organizzò a Lutherhof una dimora di soccorso, che divenne il modello per la Rauhe Haus di Amburgo. Per Natale del 1816 egli compose per gli orfani la Allerdreifeiertagslied (Canto di tutte e tre le festività), che viene cantata nelle tre festività annuali (Natale, Pasqua e Pentecoste). Ogni strofa inizia con le parole O du fröhliche (O tu felice) e chiude quindi con la citazione della festività. Fino a oggi O du fröhliche è nota come canto natalizio nella sua rielaborazione di Heinrich Holzschuher del 1826 (La prima strofa è di Falk, le altre due dell'Holzschuher). Ma solo lentamente esso si affermò nel XIX secolo come canto natalizio. Il canto di battaglia del poeta tedesco Theodor Körner, risuona ancora della stessa melodia.

## Importanza
La sua efficacia aveva un proprio carattere, che più tardi fu sfruttato da Johann Hinrich Wichern per il programma della sua missione. Oltre alla soddisfazione di un'esigenza elementare, egli intraprese il compito della formazione dei giovani.  Ne venne anche un insegnamento religioso, che Falk gli conferì un carattere pietista. Molteplici pie pubblicazioni, che egli editò in questi anni, lo indicano come tale. Nella sua eredità letteraria, che non fu definita direttamente come tale, si trovano anche notevoli esternazioni di critica dei tempi.

## Riconoscimenti
Numerose istituzioni sociali portano il nome di Johannes Falk, tra le quali:
- Johannes-Falk-Museum in Weimar
- Johannes-Falk-Haus in Eisenach
- Johannes-Falk-Haus in Hiddenhausen
- Johannes-Falk-Haus in Stoccarda
- Johannes-Daniel-Falk-Schule in Warburg
- Diakonisches Bildungsinstitut Johannes Falk gem. GmbH Eisenach

La Chiesa evangelica in Germania lo ricorda con un giorno a lui dedicato nel Calendario luterano dei santi, il 14 febbraio.

## Opere (selezione)
(in lingua tedesca salvo diverso avviso)
- Das Vater unser, in Begleitung von Evangelien und uralten christlichen Chorälen, wie solches in der Weimarischen Sonntagsschule mit den Kindern gesungen, durchgesprochen und gelebt wird. Acht Bogen Text, mit dreizehn Noten- und zehn Kupfer-Tafeln. Im Anhange eine kurze Geschichte der Anstalt der Freunde in der Noth zu Weimar. Zum Besten eines von den Kindern selbst zu erbauenden Beth- und Schulhauses herausgegeben von Johannes Falk. (Preis bis zu Neujahr 1823 1 rthl. Sächsisch, oder 1 fl. 48 Kr. Rheinisch. Illuminierte Exemplare, auf feinem Papier, im Futteral, mit vergoldetem Schnitt, das Stück 1 thl. 12 gr. Sächs. oder 2 fl. 42 Kr. Rheinisch.) Zu finden in der Expedition der Freunde in der Noth zu Weimar, zu Leipzig bei Brockhaus, zu Hamburg bei Perthes und Besser, zu Frankfurt in der Herrmannschen Buchhandlung. [1822].
- Dr. Martin Luther und die Reformation in Volksliedern von Johannes Falk. [Kleines Kupfer.] Zum Besten der eigenen Waisen des seligen Vaters armer Kinder. [Herausgegeben von Karl Reinthaler.] Im Lutherhofe zu Weimar, im Martinsstifte zu Erfurt und bei K. H. Reclam in Leipzig. 1830; enthält ein Vorwort von Reinthaler (1830), danach Letzte Bitte des Johannes Falk an seine Freunde um Verbreitung des Volksbüchleins Dr. Martin Luther und die Reformation (1826); der Haupttext: Luthers Leben und Werk in gereimten Versen mit Liedern, danach die kürzeren Texte: Leydens Belagerung durch die Spanier, Die Armada oder Spaniens unüberwindliche Flotte,Christus, ein Welten-Hymnus, danach von Karl Reinthaler Gedächtnisstätten und Denkmahle Luthers, zuletzt 14 Seiten Noten (vierstimmige Sätze)
- Goethe aus näherm persönlichen Umgange dargestellt. Ein nachgelassenes Werk. Leipzig: Brockhaus 1832[3]
- Goethes erste Bekanntschaft mit Schiller. In: Montagsblatt, das Heimatblatt Mitteldeutschlands / Wissenschaftliche Beilage der Magdeburgischen Zeitung. Nummer 3, Magdeburg, 16. Januar 1933, 75. Jahrgang[4]
- Erziehungsschriften, neu hrsg. von Ralf Koerrenz, Alexandra Schotte, Jena 2012, ISBN 978-3-941854-84-0.